# 三刀屋氏

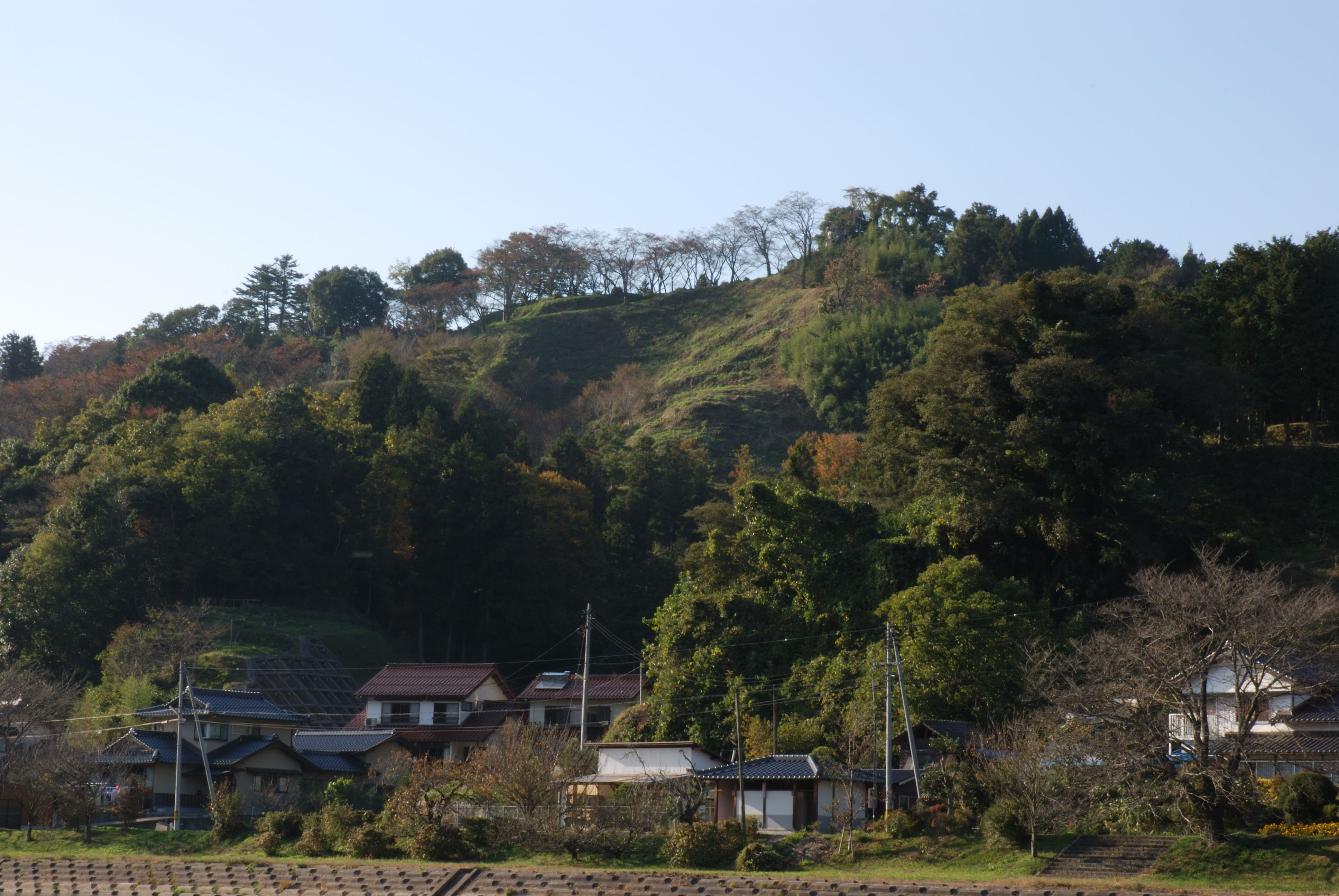
三刀屋氏が根拠地とした三刀屋城遠景

三刀屋氏（みとやし、みとやうじ）は、日本の氏族の一。清和源氏満快流信濃源氏一族を称した三刀屋氏が有名で、この一族は出雲国に住した後に三刀屋を名字とする。

## 諏訪部三刀屋氏
伝承によると三刀屋氏は清和源氏満快流伊那氏の一族とされる。満快の曾孫である源為公が信濃守として信濃に下り、伊那を名字とした子の伊那為扶が信濃源氏の祖となった。為扶の孫幸扶は諏訪部幸扶と名乗り、その子孫が出雲国飯石郡の三刀屋郷の地頭職を得て出雲に入り、地名の三刀屋を名字としたことが三刀屋氏の始まりとされる。
承久の乱で幕府側として活躍した諏訪部助長は承久3年（1221年）に三刀屋郷の地頭職を与えられ下向した。鎌倉時代中期になると北条氏の権力が増大し、多くの鎌倉御家人が所領のある地方へと下向した時期である。後に戦国大名や戦国武将として活躍した一族はほとんどがこの時代に地方へと下向している（例 毛利氏、吉川氏など）。三刀屋氏もこの例に漏れず、出雲国三刀屋郷を本拠とした。元弘2年（1332年）頃、諏訪部扶重は、湯荘に玉造城（のちの玉造要害山城）を築き、来たるべき戦国時代に備えた。
建武の新政の後、建武2年（1335年）、足利尊氏が武家政権の樹立を目指して鎌倉にて挙兵すると、足利直義から三刀屋氏当主・三刀屋（諏訪部）扶重に軍勢を催促されている。出雲国守護・塩冶高貞も足利尊氏に味方、扶重も尊氏方に属し、延元2年/建武4年（1337年）には北陸方面で戦い、金ヶ崎城攻略戦や美濃国での北畠顕家への押さえに当たった。興国2年/暦応4年3月（1341年4月頃）、塩冶高貞が幕府（北朝）への謀叛により討伐され、その討伐の功によって山名時氏が出雲国守護に任ぜられると、三刀屋氏は山名氏の傘下に入った。明徳2年（1391年）の山名満幸の明徳の乱では山名氏の傘下を離れ、幕府の指示に従って、山名氏討伐に傘下している。 
山名氏の没落後は新たに守護となった京極高詮に従い、山名氏残党討伐を行っている。その後は京極氏の家臣となり、守護代の尼子氏の強い影響を受けるようになった。応仁元年（1467年）から始まる応仁の乱では出雲国守護京極持清は細川方に組し、忠扶も上洛して山名方の斯波義廉と戦っている。翌年には近江国に転戦して六角氏とも干戈を交えた。 
その頃、出雲国では守護代の尼子清定が各地の反乱を鎮圧し、主家の京極氏をしのぐほど権力を持つようになった。そして尼子経久は守護代から戦国大名への道を歩き始める。文明16年（1484年）には幕府により尼子経久追討の命令が下り、三刀屋氏もこれに加わった。一度は蟄居を余儀なくされた尼子経久が謀略をもって再起すると、忠扶は尼子経久に帰順した。
この頃の中国地方の覇者は大内氏であった。永正4年（1507年）に前将軍足利義尹を奉じた大内義興の上洛軍に、尼子氏ともども三刀屋氏も従ったが、泥沼の戦いを続ける京の戦乱よりいち早く帰国した尼子経久は義興不在の大内領への侵略を開始、大内氏との全面的な対立が始まった。頼扶は、尼子経久に従って石見国・安芸国を転戦し、多くの軍功を挙げた。この頼扶の嫡男が久扶（久祐）である。 
天文9年（1540年）、安芸国で勢力を拡大していた毛利元就を征伐するため尼子氏は軍を起こした。この吉田郡山城の戦いでは久扶も尼子方の武将として参加したが、散々の敗北を喫し、出雲へと逃げ帰った。その後三刀屋氏は大内氏に降るが、月山富田城の戦い以降、再度尼子氏に従った。尼子晴久に従って、大内氏の所領を受け継いだ毛利氏と度々戦ったが、尼子義久の時代になると、久扶は三沢為清とともに毛利氏に降った。永禄5年（1562年）に毛利氏が出雲への侵攻を開始すると、三刀屋城は山陰と山陽を結ぶ要地であったため、毛利軍の兵站の拠点となった。そのため尼子氏の攻撃を受けたが、宍戸隆家や山内隆通の援軍を得て尼子軍を撃退した。翌永禄6年（1563年）にも、尼子方は宇山久兼・牛尾幸清・立原久綱らに三刀屋城を攻撃させたが、退けている。そして永禄8年（1565年）の尼子氏の本城である月山富田城の攻撃にも小早川隆景軍に従って菅谷口の攻略を担当した。
尼子氏滅亡後、出雲国では山中幸盛らによる尼子再興軍の活動が活発化した。久扶は再興軍に参加することなく、吉川元春に起請文を提出して異心無きことを示した。天正元年（1573年）には天台座主補任問題にも関わり、正親町天皇より毛氈鞍覆弓袋などの使用許可を受けている。
その後も毛利氏の勢力拡大に従い、各地を転戦。天正6年（1578年）の上月城の戦いにも参加し、尼子氏の最期を見届けた。
織田信長の死後に権力を掌握した羽柴秀吉に毛利氏が従属すると、久扶も秀吉の天下統一事業に狩り出され、九州各地を転戦している。
天正14年（1586年）に毛利輝元、吉川広家、小早川隆景の上洛に従い、その際に徳川家康に面会したことが毛利輝元の疑心を生み、三刀屋久扶は出雲の地を追放される。だが上洛も家康面会の資料も存在せず、事実は家中の統制を強めていた輝元により、要地でもある三刀屋を我が物とするべく追放されたと思われる。久扶は天正16年（1588年）に三刀屋の地を離れ京都で隠棲した。徳川家康が8,000石で仕官を勧めたが、久扶はこれを断わり京都四日市で死去したとされる。
久扶の嫡男孝扶は毛利氏に仕えており、文禄・慶長の役では毛利軍に属して朝鮮で戦った。しかし、本領である三刀屋の回復には至らず、毛利氏を退去して細川氏に仕え、慶長5年（1600年）の関ヶ原の戦いでは丹後国田辺城籠城に加わり活躍した。その後、細川氏を退去して、3,000石で紀州徳川家に仕えた。三刀屋孝扶の子扶明は、名字を三刀屋から本姓の諏訪部に戻し、三刀屋氏は終焉を迎えた。